# Friedensplatz (Essen)

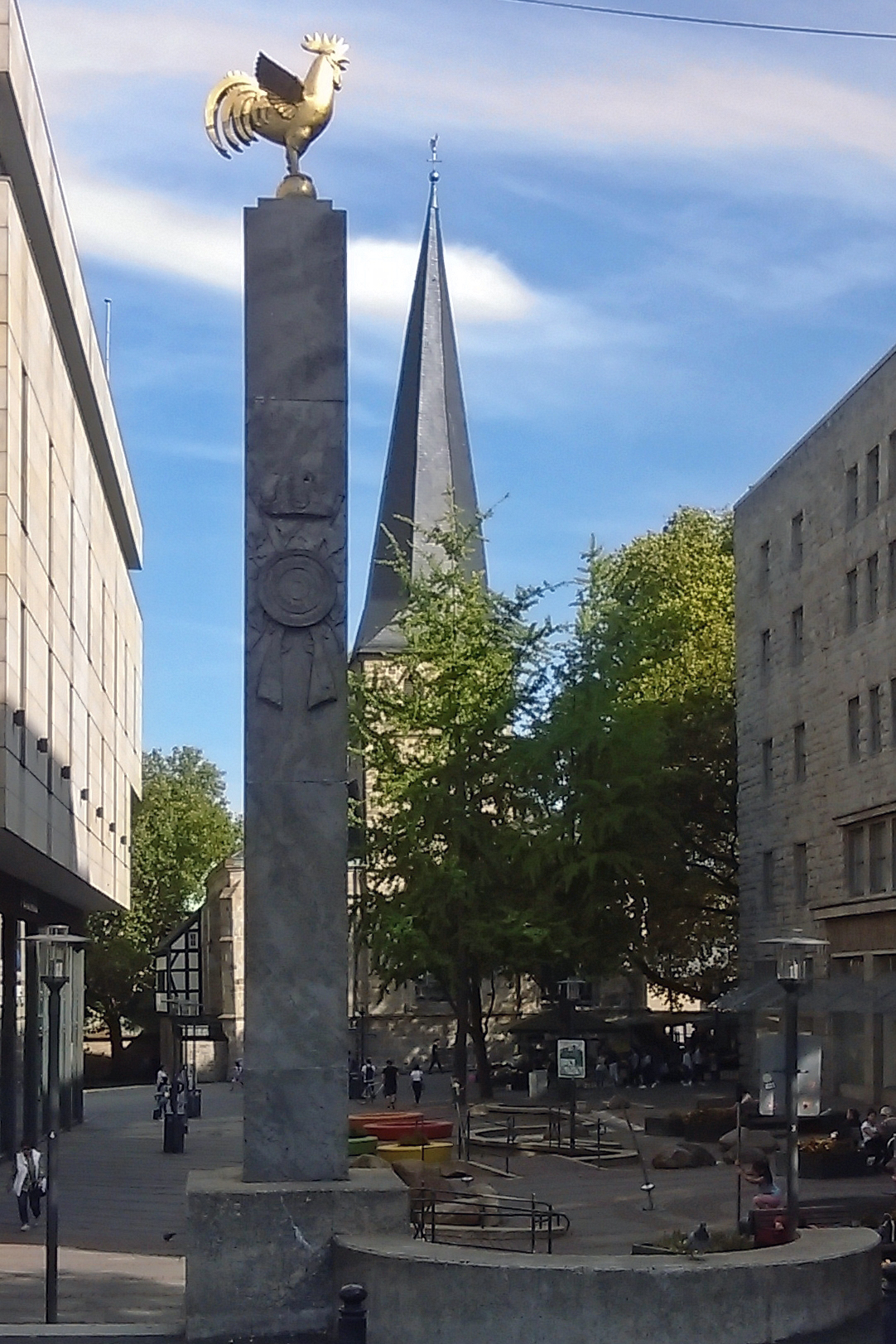
Friedensplatz mit dem Wachsamen Hähnchen (Blick nach Osten)

Der Friedensplatz, vormals Kardinal-Hengsbach-Platz, ist ein zentraler Platz im Essener Stadtkern, der sich zwischen Kennedyplatz und Kettwiger Straße befindet, direkt westlich des Essener Münsters.

## Geschichte
Im Bereich des späteren Platzes verlief ursprünglich die Surmanngasse. Nach 1912, und bis zu den Zerstörungen im Zweiten Weltkrieg, wurde ihr Name auch für die westlich bis zum III. Hagen verlaufende Fortführung des Straßenzugs benutzt, die dort bis dahin Gerichtsstraße hieß.

### Ursprünglich Kurienplatz
Nach baulichen Veränderungen in der zweiten Hälfte der 1920er Jahre, insbesondere der Errichtung des Blum-Hauses, entstand der Kurienplatz, der seinen Namen offiziell am 31. Mai 1930 erhielt. Er war nach der Harach’schen Kurie benannt, einem ehemaligen Wohnhaus der Essener Stiftsdamen, das sich an der Stelle des heutigen Baedekerhauses befand. Dieses Wohnhaus wurde 1817 von Gottschalk Diedrich Baedeker, dem Gründer des G. D. Baedeker Verlags erworben.

### 1994 bis 2024: Kardinal-Hengsbach-Platz
Am 18. Mai 1994 wurde der Platz nach Kardinal Franz Hengsbach benannt, der 1957 zum ersten Bischof von Essen (auch Ruhrbischof) ernannt und 1988 zum Kardinal erhoben wurde. Sein Rücktrittsgesuch, das jeder Bischof nach seinem 75. Geburtstag einzureichen hat, wurde erst 1991, also fünf Jahre später, von Papst Johannes Paul II. angenommen, was als Anerkennung für sein Lebenswerk gilt.
Am westlichen Ende des Kardinal-Hengsbach-Platzes steht das Denkmal des Wachsamen Hähnchens, als Wahrzeichen und Kriegerdenkmal an Essener Gefallene im Ersten Weltkrieg. Es befand sich bis zum April 1934 zunächst auf dem Kornmarkt.
1980 wurde der Platz umgestaltet. Dabei ließ die Stadt Essen die noch heute vorhandene Brunnenanlage City River errichten, die im Zuge der Eröffnung des Neubaus des nördlich angrenzenden C&A-Geschäftshauses (heute Primark) in Betrieb genommen wurde. So kam es, dass sich die Brunnenkammer im Keller des Geschäftshauses befand. Der Rat der Stadt Essen beschloss am 30. September 2020 die Sanierung der inzwischen reparaturanfälligen Brunnenanlage. Da die Brunnenkammer aufgrund des Alters nicht mehr nutzbar war, wurde ein erhöhter Aufwand deutlich. Die Brunnenkammer wurde aus dem Primark-Geschäftshaus entfernt und in einer neuen Pumpenkammer mit Wasserreservoir und Technikraum in der Kettwiger Straße integriert. Seit 2. Juli 2021 ist der Brunnen wieder in Betrieb. Die Sanierungskosten beliefen sich auf über 400.000 Euro.

### Seit 2024: Friedensplatz
Nachdem das Bistum Essen und Bischof Franz-Josef Overbeck am 19. September 2023 die Öffentlichkeit darüber informierten, dass Vorwürfe gegen Kardinal Franz Hengsbach wegen sexueller Übergriffe an Minderjährigen in den 1950er und 1960er Jahren untersucht werden, forderten Oberbürgermeister Thomas Kufen und die Initiative Maria 2.0 eine Umbenennung des Platzes.
Am 24. Januar 2024 hat der Hauptausschuss der Stadt Essen die Umbenennung des Kardinal-Hengsbach-Platzes in Friedensplatz beschlossen, so dass mit der Veröffentlichung im Amtsblatt vom 2. Februar 2024 die Namensgebung rechtskräftig wurde.
Der Friedensplatz gehört zu mehreren Essener Plätzen, auf denen jährlich der Essener Weihnachtsmarkt veranstaltet wird. In erster Linie betrifft dies den nahen Kennedyplatz.